# Brief des Paulus an Philemon
| Neues Testament |
| --- |
| Evangelien |
| - Matthäus - Markus - Lukas - Johannes |
| Apostelgeschichte |
| Paulusbriefe |
| - Römer - 1. Korinther - 2. Korinther - Galater - Epheser - Philipper - Kolosser - 1. Thessalonicher - 2. Thessalonicher - 1. Timotheus - 2. Timotheus - Titus - Philemon - Hebräer |
| Katholische Briefe |
| - Jakobus - 1. Petrus - 2. Petrus - 1. Johannes - 2. Johannes - 3. Johannes - Judas                                                                                                 |
| Offenbarung |

Der Brief des Paulus an Philemon ist ein Buch des christlichen Neuen Testaments (NT). Es besteht aus einem einzigen Kapitel, das seit der frühen Neuzeit in 25 Verse eingeteilt wird. Paulus von Tarsus schrieb den Brief wahrscheinlich um 55 oder 56 in Ephesus, wo er damals in Haft (Hausarrest) war. In Ephesus hatte er den entlaufenen Sklaven Onesimus kennengelernt, den er nun mit diesem Brief zu seinem christlichen Eigentümer Philemon nach Kolossai schickt.

## Aufbau
- Eingangsgruß (1–3)
- Überleitung zum Briefcorpus (Dank und Freude) (4–7)
- Empfehlung des Onesimus (8–21)
- Plan, Philemon zu besuchen (22)
- Übermittlung von Grüßen und Schlussgruß (23–25)

## Inhalt
Paulus fordert seinen Glaubensbruder und Mitarbeiter Philemon auf, dass er seinen davongelaufenen Sklaven Onesimus freundlich aufnehmen und in ihm fortan den geliebten Bruder sehen soll, da Onesimus Christ sei. Zudem gibt Paulus seiner Hoffnung Ausdruck, dass er bald aus der Gefangenschaft entlassen werde, und bittet Philemon, eine Unterkunft für ihn vorzubereiten.

## Auslegungsgeschichte
Nach der in der Auslegungsgeschichte vorherrschenden Meinung verlangt Paulus von Philemon jedoch nicht, dass er den Sklavenstand Onesimus’ aufheben soll. Diese Interpretation wurde bis in die jüngste Vergangenheit in den USA als Rechtfertigung der Sklaverei verwandt. Andere lesen den Philemonbrief als rhetorisch geschicktes Schreiben des Paulus, das nicht nur an den Sklavenhalter Philemon gerichtet ist, sondern an die ganze Gemeinde, und dessen Inhalt es Philemon unmöglich macht, Onesimus weiter als Sklaven zu behandeln.
In seiner 2. Enzyklika SPE SALVI facti sumus erklärte Papst Benedikt XVI., das Christentum habe etwas ganz anderes als eine sozialrevolutionäre Botschaft gebracht (Absatz Nr. 4). Dazu berief er sich auf Phlm 10–16 : Die Menschen, die ihrem zivilen Status nach sich als Herren und Sklaven gegenüberstehen, seien als Glieder der einen Kirche einander Brüder und Schwestern geworden.

## Rezeption
Der kirchlichen Legende nach soll Philemon später Bischof seiner Heimatstadt Kolossai und Märtyrer unter Kaiser Nero geworden sein. Manche lutherischen Kirchen gedenken seiner am 15. Februar, die römisch-katholische Kirche am 22. November, die orthodoxen und armenischen und koptischen Kirchen an verschiedenen weiteren Daten.

### Kommentare
- Michael Wolter: Der Brief an die Kolosser (= Ökumenischer Taschenbuchkommentar zum Neuen Testament. Band 12) (= Gütersloher Taschenbücher. Band 519). Gütersloher Verlagshaus Mohn, Gütersloh u. a. 1993, ISBN 3-579-00519-7. (darin auch: Der Brief an Philemon)
- Hans Bürki: Der zweite Brief des Paulus an Timotheus, die Briefe an Titus und Philemon (= Wuppertaler Studienbibel. Reihe NT, Band 15). Brockhaus, Wuppertal 1994. (allgemeinverständlich, anwendungsorientiert)
- Peter Lampe: Der Brief an Philemon. In: Nikolaus Walter, Eckart Reinmuth, Peter Lampe: Die Briefe an die Philipper, Thessalonicher und an Philemon (= Das Neue Testament deutsch. Band 8,2). 18. Auflage, Erstauflage dieser Bearbeitung. Vandenhoeck & Ruprecht, Göttingen  1998, ISBN 3-525-51381-X, S. 203–232. (allgemeinverständlich)
- Peter Stuhlmacher: Der Brief an Philemon (= Evangelisch-Katholischer Kommentar zum Neuen Testament. Band 18). 4. Auflage. Benziger, Zürich 2004, ISBN 3-545-23101-1.
- Klaus Wengst: Der Brief an Philemon (= Theologischer Kommentar zum Neuen Testament. Band 16). Kohlhammer, Stuttgart 2005, ISBN 3-17-018675-2.
- Eckart Reinmuth: Der Brief des Paulus an Philemon (= Theologischer Handkommentar zum Neuen Testament. Band 11,2). Evangelische Verlagsanstalt, Leipzig 2006, ISBN 3-374-02352-5.
- Peter Müller: Der Brief an Philemon (= Meyers Kritisch-Exegetischer Kommentar über das Neue Testament. Band 9/3). Vandenhoeck & Ruprecht, Göttingen 2012, ISBN 978-3-525-51637-9.
- Martin Ebner: Der Brief an Philemon (= Evangelisch-Katholischer Kommentar zum Neuen Testament. Band XVIII). Patmos-Verlag, Vandenhoeck & Ruprecht, Ostfildern und Göttingen 2017, ISBN 978-3-7887-3107-6.

### Einzelne Studien
- Norbert Baumert: Ein Freundesbrief an einen Sklavenhalter? Der Brief des Paulus an Philemon. In: Studien zu den Paulusbriefen (= Stuttgarter biblische Aufsatzbände). Band 32. Katholisches Bibelwerk, Stuttgart 2001, ISBN 3-460-06321-1, S. 131–160.
- John Paul Heil: The Chiastic Structure and Meaning of Paul’s Letter to Philemon. In: Biblica. Nr. 82, 2001, S. 178–206.
- Peter Arzt-Grabner: Philemon (= Papyrologische Kommentare zum Neuen Testament. Band 1). Vandenhoeck & Ruprecht, Göttingen 2003, ISBN 3-525-51000-4 (Textüberlieferung).
- Rainer Reuter: Textvergleichende und synoptische Arbeit an den Briefen des Neuen Testaments. Geschichte – Methodik – Praxis. Textvergleich Kolosser- und Philemonbrief (= Arbeiten zur Religion und Geschichte des Urchristentums. Band 13). Lang, Frankfurt am Main u. a. 2003, ISBN 3-631-50245-1.
- Peter Arzt-Grabner: Onesimus erro. Zur Vorgeschichte des Philemonbriefes. In: Zeitschrift für die Neutestamentliche Wissenschaft. Nr. 95, 2004, S. 131–143.
- Peter Arzt-Grabner: Die Paulusbriefe im Lichte der Alltagspapyri. In: Zeitschrift für Neues Testament. Nr. 14, 2004, S. 22–30.